# Ferruccio Chemello
Ferruccio Chemello (Sestri Levante, 4 ottobre 1862 – Montecchio Maggiore, 16 settembre 1943) è stato un architetto italiano, autore, tra l'altro, del Teatro civico di Schio (1909), del Sacrario militare del Pasubio (1926) e dei Monumento ai Caduti di Cartura, Padova (1923).

## Biografia

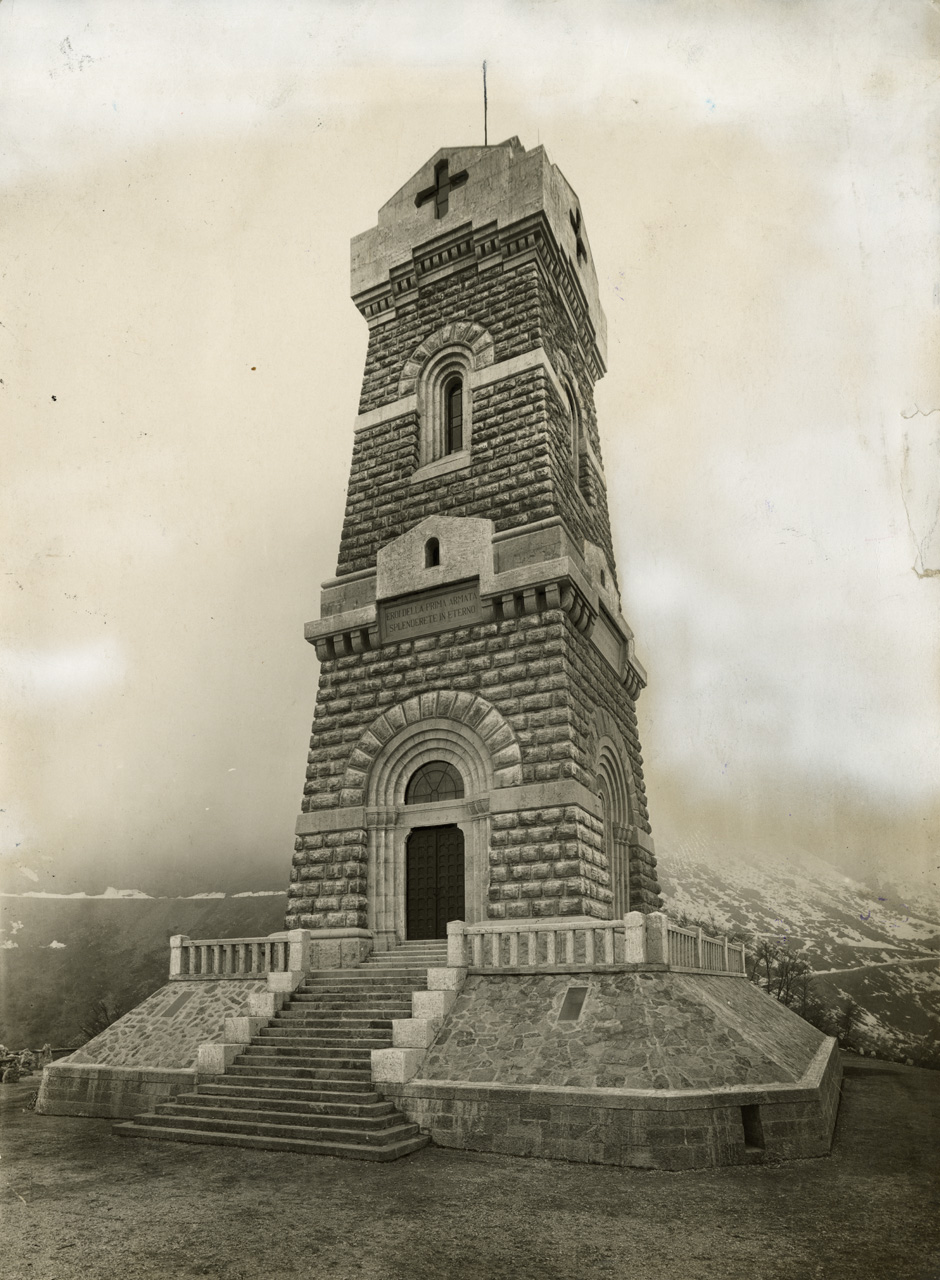
Il Sacello Ossario del monte Pasubio, concluso nel 1926.

Ferruccio Chemello trascorre in Liguria la sua giovinezza, successivamente si trasferisce nel Veneto dove si diploma perito a Padova e trova impiego nel 1882 presso l'ufficio del Genio civile di Vicenza. 
Dal 1892 inizia a collaborare come disegnatore con gli ingegneri Letter di Schio, fino a lasciare nel 1901 l'impiego presso il Genio civile di Vicenza per dedicarsi esclusivamente all'attività di disegnatore, concludendo il proprio tirocinio presso lo studio Letter.   
Poco a poco Chemello, grazie soprattutto all'incontro con il conte Sforza della Torre, comincia ad affermarsi e a realizzare le prime commesse: la cappella Gallatino Capretti presso il cimitero monumentale di Milano (1896-1897), la chiesa di Torre de' Roveri (BG) (1895-1905) e successivamente il progetto per il piano regolatore del paese bergamasco, vari interventi presso la villa Trissino di Vicenza (1900-1905).
Tra la fine dell'Ottocento ed i primi del Novecento, Chemello partecipa a vari concorsi di architettura, ricevendo premi e segnalazioni per i suoi progetti; tuttavia solo nel 1911 inoltrerà richiesta al Ministero della Pubblica Istruzione per il conferimento del diploma di architetto ed ingegnere, che gli verrà conferito il 12 novembre di quell'anno.
Negli anni della maturità Chemello si dedica principalmente a opere di edilizia sacra, anche grazie all'incarico di architetto ufficiale della curia di Vicenza conferitogli dal Vescovo Ferdinando Rodolfi in coppia con l'architetto Vincenzo Rinaldo.
Le opere che gli conferiscono maggior prestigio sono il Teatro civico di Schio (1909) e l'Ossario del Pasubio, inaugurato il 29 agosto 1926. Altre opere degne di nota sono l'Albergo Dolomiti al Pian delle Fugazze (1900-1904), progettato in collaborazione con l'ingegnere Giovanni Letter, la chiesa di San Gaetano a Debba e la chiesa parrocchiale di Piazzola sul Brenta (1909-1934).
A causa della guerra, Chemello decide di abbandonare Vicenza per stabilirsi a Montecchio Maggiore, dove morirà il 16 settembre 1943.